# Rena Sofer

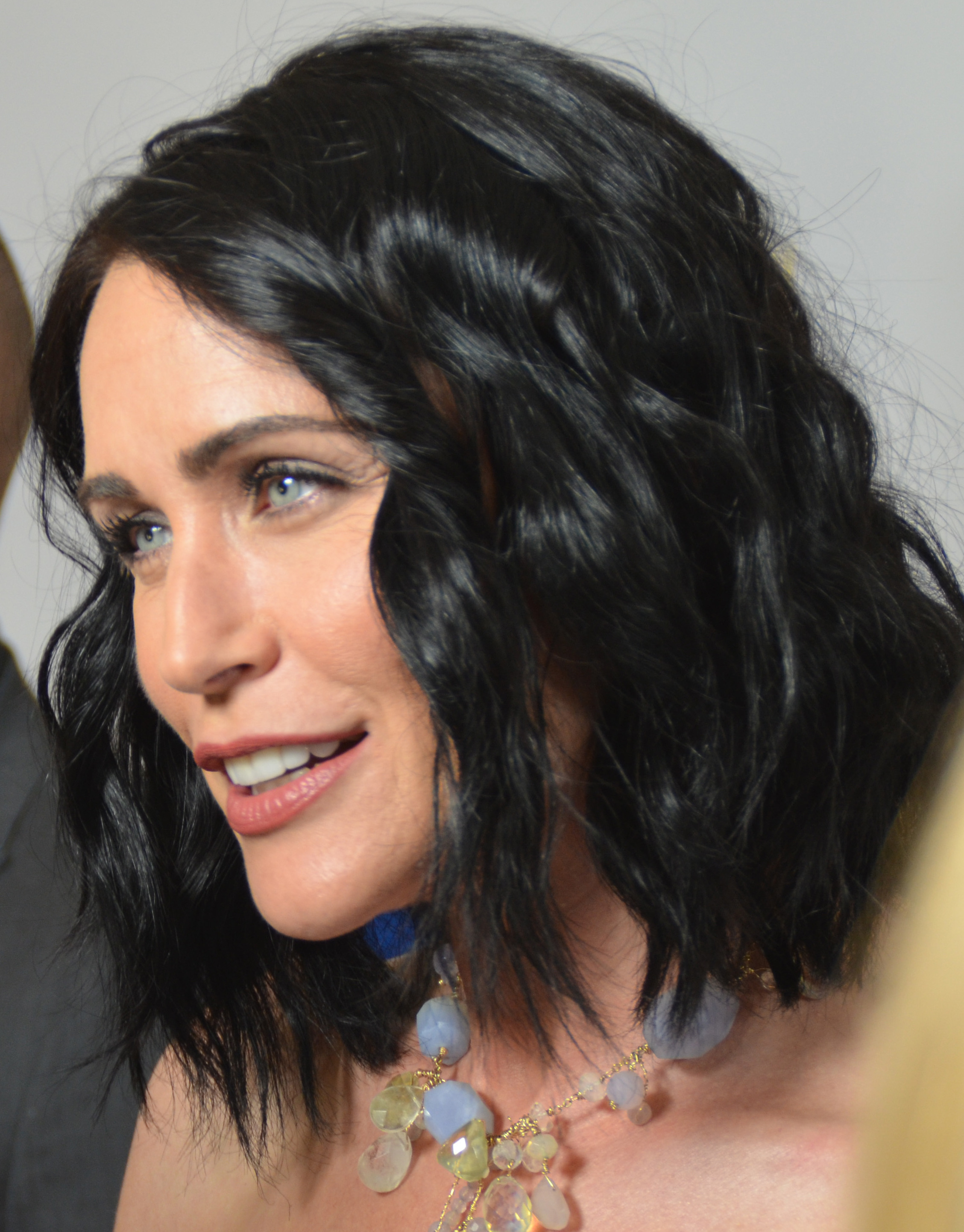
Rena Sofer (2014)

Rena Sherel Sofer (* 2. Dezember 1968 in Arcadia, Kalifornien) ist eine US-amerikanische Schauspielerin.

## Leben
Rena Sofer ist die Tochter eines orthodoxen Rabbiners und einer Psychologie-Lehrerin. Sie zog nach Pittsburgh, als ihre Eltern sich scheiden ließen. Im Alter von 15 Jahren wurde ein New Yorker Agent auf der Suche nach neuen Talenten auf sie aufmerksam. Sie spielte daraufhin in der Fernsehserie Loving mit. Als Schauspielerin ist sie überwiegend in Fernsehserien tätig, darunter 24, Coupling und Melrose Place. Für ihre Rolle in der US-amerikanischen Seifenoper General Hospital als Lois Cerullo Ashton wurde sie mit dem Emmy ausgezeichnet.
Sofer war von 1995 bis zur Scheidung im Jahr 1997 mit Wallace Kurth verheiratet, der in der Fernsehserie General Hospital die Rolle ihres Ehemannes gespielt hatte. Er ist auch der Vater ihrer Tochter. Seit Mai 2003 ist die Schauspielerin mit dem Regisseur und Produzenten Sanford Bookstaver verheiratet. Ihre gemeinsame Tochter wurde 2005 geboren.

## Filmografie (Auswahl)
- 1988–1991: Loving (Fernsehserie, 5 Episoden)
- 1992: Strangers (A Stranger Among Us)
- 1992: California High School (Saved by the Bell: Hawaiian Style, Fernsehfilm)
- 1993–1997: General Hospital (Seifenoper)
- 1994: Twin Sitters
- 1996: Bedrohliche Leidenschaft (Hostile Advances: The Kerry Ellison Story, Fernsehfilm)
- 1997: Die Stiefschwester (The Stepsister, Fernsehfilm)
- 1997: Seinfeld (Fernsehserie, Episode 8x21)
- 1998: Glory, Glory (Fernsehfilm)
- 1998: Endloser Alptraum (Nightmare Street, Fernsehfilm)
- 1998–1999: Melrose Place (Fernsehserie, 25 Episoden)
- 1999: Oh, Grow Up (Fernsehserie, 12 Episoden)
- 2000: Glauben ist alles! (Keeping the Faith)
- 2000: Traffic – Macht des Kartells (Traffic)
- 2001: March
- 2001: Ed – Der Bowling-Anwalt (Ed, Fernsehserie, 7 Episoden)
- 2001–2002: The Chronicle (Fernsehserie, 22 Episoden)
- 2002: Friends (Fernsehserie, Episode 8x21)
- 2002: Carrie
- 2002–2003: Just Shoot Me – Redaktion durchgeknipst (Just Shoot Me!, Fernsehserie, 14 Episoden)
- 2003: Coupling – Wer mit wem? (Coupling, Fernsehserie, 10 Episoden)
- 2004: CSI: Miami (CSI: Miami, Fernsehserie, Episode 1x20)
- 2005: Blind Justice – Ermittler mit geschärften Sinnen (Blind Justice, Fernsehserie, 13 Episoden)
- 2006: The Secret of Hidden Lake (Fernsehfilm)
- 2006–2007: Heroes (Fernsehserie, 5 Episoden)
- 2007: 24 (Fernsehserie, 12 Episoden)
- 2008, 2010: Two and a Half Men (Fernsehserie, Episoden 6x01 und 7x21)
- 2008: Ghost Whisperer – Stimmen aus dem Jenseits (Ghost Whisperer, Fernsehserie, Episode 4x10)
- 2009: Criminal Minds (Fernsehserie, Episode 5x10)
- 2010: Navy CIS (NCIS, Fernsehserie, 6 Episoden)
- 2010: Royal Pains (Fernsehserie, Episode 2x12)
- 2010: Bones – Die Knochenjägerin (Bones, Fernsehserie, Episode 5x18)
- 2011–2012: Covert Affairs (Fernsehserie, 3 Episoden)
- 2012: Dr. House (House, M.D., Fernsehserie, Episode 8x13)
- 2013: Once Upon a Time – Es war einmal … (Once Upon a Time, Fernsehserie, Episode 2x15)
- seit 2013: Reich und Schön (The Bold and the Beautiful, Seifenoper)
- 2014: Chicago P.D. (Fernsehserie, Episode 1x03)

## Auszeichnungen
Rena Sofer erhielt 1995 zwei Fernsehpreise für ihre Rolle in der Serie General Hospital. Zum einen den Daytime Emmy als Herausragende Nebendarstellerin in einer Drama-Serie, zum anderen den Soap Opera Digest Award als Herausragende führende Jungdarstellerin.